# Europejska Rada Inżynierów Budownictwa
Europejska Rada Inżynierów Budownictwa (ang. European Council of Civil Engineers – ECCE) – założona w 1985 roku organizacja skupiająca przede wszystkim działające w krajach europejskich stowarzyszenia inżynierów budownictwa, mające często charakter stowarzyszeń naukowo-technicznych, związanych przede wszystkim z tzw. branżą budowlano-konstrukcyjną.
W 2013 roku do ECCE należały 24 krajowe stowarzyszenia inżynierów budowlanych. Zgodnie z założeniami ECCE, każdy kraj powinien być reprezentowany przez nie więcej niż jedną organizację. Polska była w niej reprezentowana przez Polski Związek Inżynierów i Techników Budownictwa (PZITB), a po jego wycofaniu się w 2009, od maja 2010 roku jest reprezentowana przez Polską Izbę Inżynierów Budownictwa (PIIB). 
Organizacja zrzesza też organizacje pozarządowe i firmy konsultingowe z branży budowlanej. W 2013 w grupie Associate Members znajdowały się cztery organizacje.
Obecnym prezydentem ECCE jest Fernando António Baptista Branco. Podczas 56. zgromadzenia ogólnego ECCE w Dubrowniku w Chorwacji, 27 października 2012 roku, prezydentem elektem ECCE został wybrany Włodzimierz Szymczak, który ma objąć urząd w 2014 roku.
Od podobnej organizacji European Council of Engineers Chambers (ECEC; pol. Europejska Rada Izb Inżynierskich) różni ją zrzeszanie nie tylko stowarzyszeń, ale też organizacji pozarządowych; ma jednak węższy tematycznie zakres, skupiając się na specjalnościach reprezentowanych przez Polski Związek Inżynierów i Techników Budownictwa (PZITB), zaś działalność ECEC odnosi się do wszystkich branż związanych z budownictwem.